# Rom-Urbe flygplats
Urbe, Aeroporto di Roma-Urbe, är Roms minsta flygplats och den tredje flygplatsen i Rom (i storleksordning).
Flygplatsen är ämnad för civilt flyg och hette Aeroporto Del Littorio vid invigningen 1928 och blev det första italienska flygbolaget Ala Littorias bas på 1930-talet. Till flygplatsen byggdes även en tävlingsbana för bilar, Autodromo dell Littorio. Under andra världskriget tjänade Urbe som militärflygplats ända fram tills 1947 då den återigen fick sin civila status. Flygplatsen har även en egen väderstation. På flygplatsen finns italienskt civilförsvar, taxiflyg, flygskola (för både motor- och segelflyg) och övrigt civilt flyg av "mindre storlek". Landningsbanan (16/34) och en del av taxibanorna är nyrenoverade år 2008. 